# Алекперов Микаїл Мамедович
Михаїл (Микаїл) Мамедович (Мамед огли) Алекперов (азерб. Mikayıl Məhəmməd oğlu Ələkbərov; 1924–1943) — учасник Німецько-радянської війни, розвідник 79-ї гвардійської окремої розвідувальної роти 81-ї гвардійської стрілецької дивізії 1-ї гвардійської армії Степового фронту, Герой Радянського Союзу (26.10.1943), гвардії червоноармієць.

## Біографія
Михайло Алекперов народився 1924 року в селі Сарай (нині — в Апшеронському районі) у сім'ї робітника-нафтовика. За національністю — азербайджанець.
Після закінчення школи працював на нафтових промислах. Дитинство та юність Алекперова минули в Баку.
У 1942 році Кіровським РВК міста Баку був призваний до Червоної Армії. З квітня 1943 учасник боїв на фронтах Німецько-радянської війни. Розвідник Алекперов особливо відзначився під час форсування річки Дніпро. У ніч проти 26 вересня Алекперов із групою розвідників пробрався до села Бородаївка і, щоб розкрити вогневу систему ворога, вони здійснили нічну атаку, внаслідок чого протягом години розвідники розкрили вогневі точки противника. Наступного дня у бою за село Михайло захопив двох у полон та вбив чотирьох німецьких солдатів. Разом із розвідниками Алекперов відбив 14 контратак гітлерівців. 30 вересня він був тяжко поранений у ноги та 13 жовтня 1943 року помер від сепсису, що розвинувся в результаті газової гангрени в польовому рухомому госпіталі № 869 в селі Щербинівка. Похований у селі Рудка Дніпровського району Дніпропетровської області. З нагородного листа:

«…Хоробрий воїн. Одним із перших переправився через річку Дніпро. Першим розвідав підступи до населених пунктів на правому березі. Своєчасно давав результати розвідки командиру. Одним із перших кинувся в атаку. Під час очищення села Бородаївка захопив двох німецьких солдатів у полон і чотирьох убив.
Після того, як підрозділ закріпився, товариш Алекперов разом із розвідниками відбив 14 контратак противника. У цьому бою він убив ще десять фашистів».

Указом Президії Верховної Ради СРСР від 26 жовтня 1943 за зразкове виконання завдань командування та виявлені мужність та героїзм у боях з німецько-фашистськими військами гвардії червоноармійцю Алекперову Михайлу Мамедовичу присвоєно звання Героя Радянського Союзу (посмертно).

## Нагороди
- Медаль «Золота Зірка» Героя Радянського Союзу
- Орден Леніна

## Пам'ять
- Похований у селі Щербинівка (пізніше перепохований у селі Рудка) Царичанського району Дніпропетровської області.
- У селищі Сарай встановлено погруддя Героя.
- Його ім'ям названі школи в Сараї та Рудці.